# Karatusskoje
Karatusskoje (russisch Карату́зское) ist ein großes Dorf (selo) in der Region Krasnojarsk im südlichen Sibirien (Russland). Die 1787 gegründete Ortschaft hat 7456 Einwohner (Stand 14. Oktober 2010).

## Geographie
Der Ort liegt etwa 270 km Luftlinie südlich des Regionsverwaltungszentrums Krasnojarsk und knapp 100 km östlich von Abakan, Hauptstadt der benachbarten Republik Chakassien im Vorland des Westsajan. Durch das Dorf fließt die Karatuska, die wenige Kilometer nördlich in den Fluss Amyl mündet, den linken Quellfluss des großen Jenissei-Zuflusses Tuba.
Karatusskoje ist Verwaltungszentrum des Karatusski rajon sowie Sitz der Landgemeinde (selskoje posselenije) Karatusski selsowet, zu der außerdem das knapp 15 km südlich gelegene Dorf Sredni Kuschebar gehört.

## Geschichte
Das Dorf wurde vermutlich 1787 von Abakaner Kosaken gegründet. Der Name leitet sich von turksprachigen (chakassischen) chara tus für „schwarzes Salz“ ab. Im 19. Jahrhundert war der Ort eines der bedeutenden Goldsucherzentren der Region.
1924 wurde Karatusskoje Verwaltungssitz eines nach ihm benannten Rajons. Zeitweise war auch die verkürzte Namensform Karatus üblich, die auch heute noch inoffiziell in Gebrauch ist.

### Karatusskoje als russlanddeutsches Siedlungszentrum
Nach dem Erlass des Präsidiums des Obersten Sowjets der Sowjetunion vom 28. August 1941 Über die Umsiedlung der in den Rajons des Wolgagebietes lebenden Deutschen waren die Dörfer des Karatusski rajon eines der Deportationsziele der Wolgadeutschen. Bis 1955/1956 standen die Deutschen unter der Kommandantur und durften sich nicht frei bewegen. Nach der Lockerung der Gesetze zogen viele Deutsche in den Verwaltungssitz des Rajons, das Dorf Karatusskoje. Ab etwa 1990, und insbesondere nach der Auflösung der Sowjetunion übersiedelten die meisten deutschstämmigen Dorfbewohner, wie auch aus den anderen Teilen Russland und der weiteren Nachfolgestaaten der Sowjetunion, nach Deutschland. Der Höhepunkt der Übersiedlung fiel auf das Jahr 1994.

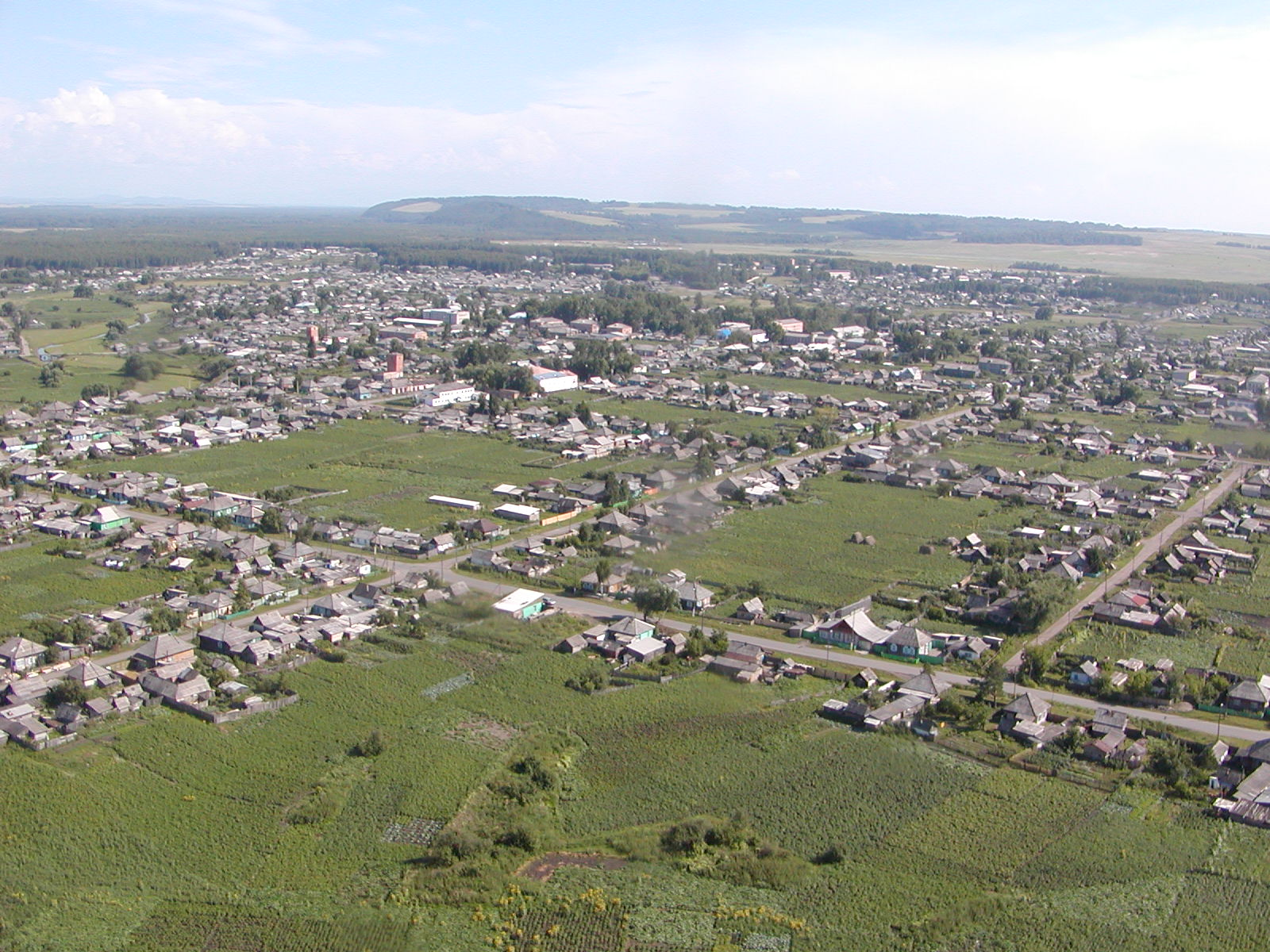
Luftbild des Dorfes Karatusskoje
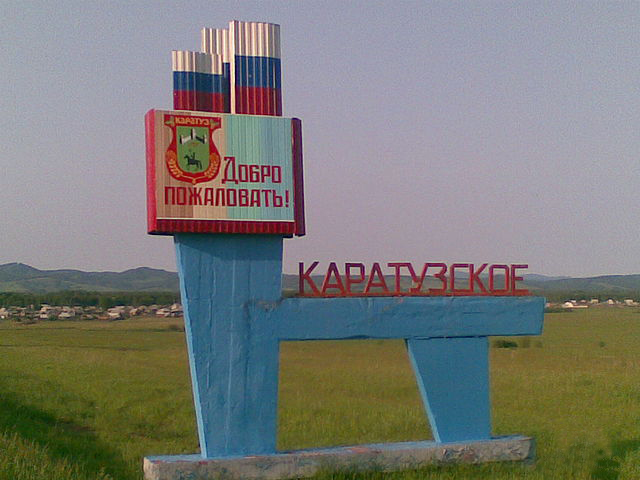
Ortsschild
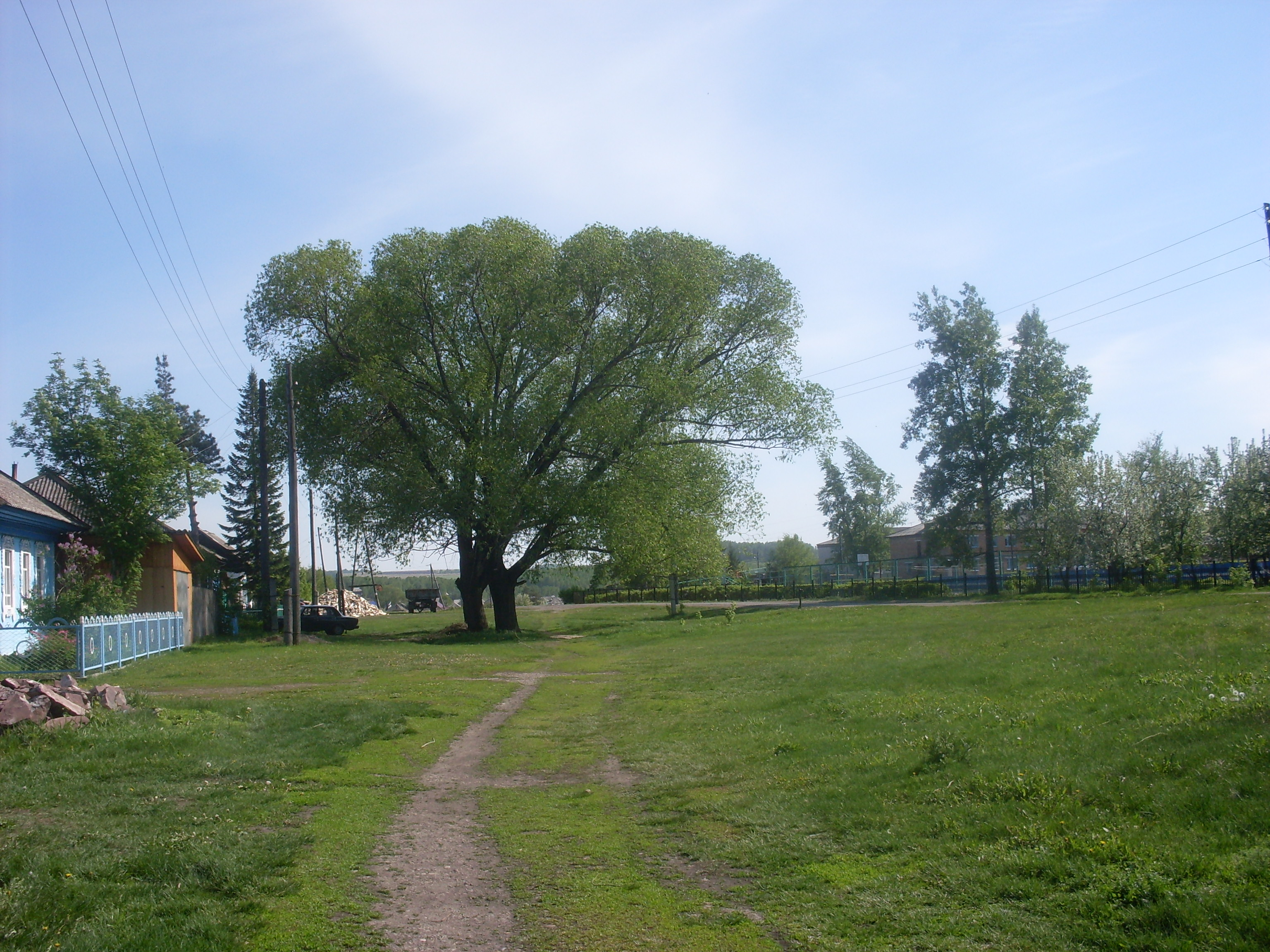
Wiese vor einer Häuserzeile in der Schewtschenkostraße
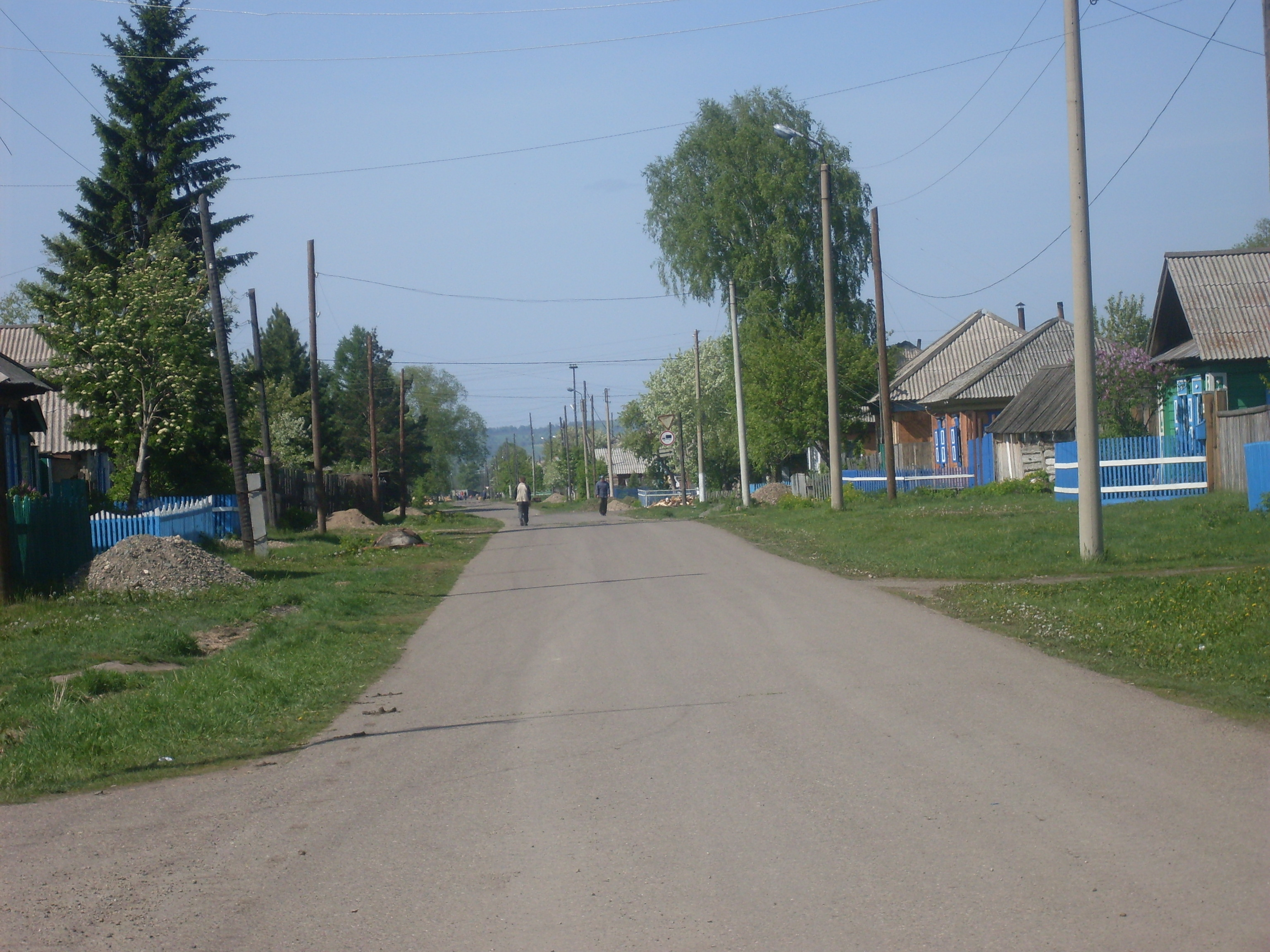
Straße in Karatusskoje
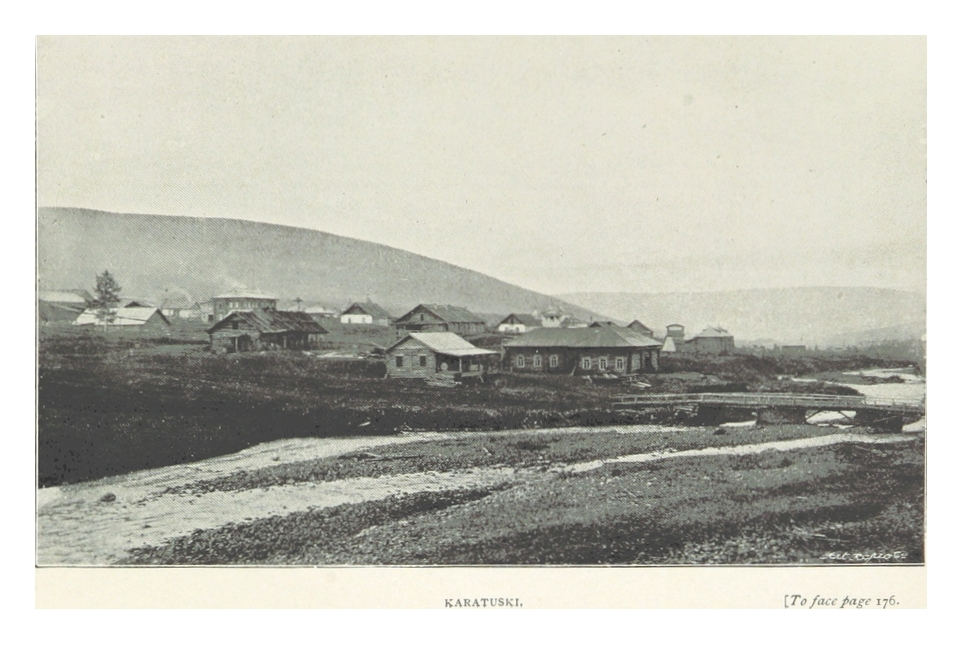
Karatusskoje im Jahr 1895

### Bevölkerungsentwicklung
| Jahr | Einwohner |
| ---- | --------- |
| 1939 | 4582      |
| 1959 | 5527      |
| 1970 | 6610      |
| 1979 | 7501      |
| 1989 | 8864      |
| 2002 | 8025      |
| 2010 | 7456      |

Anmerkung: Volkszählungsdaten

## Verkehr
Karatusskoje ist Endpunkt der Regionalstraße 04K-022, die im knapp 40 km nördlich gelegenen Kotschergino, westlich des benachbarten Rajonzentrums Kuragino, von der 04K-029 Minussinsk – Artjomowsk abzweigt. Über diese besteht Verbindung in Richtung Abakan und Krasnojarsk. Zwischen Kotschergino und Kuragino befindet sich auch die nächstgelegene Bahnstation Tuba an der „Südsibirischen Magistrale“ Abakan – Taischet.
In südlicher Richtung führt eine Lokalstraße über Motorskoje und Schyryschtyk in das gut 80 km entfernte Tansybei an der föderalen Fernstraße R257 (ehemals M54) Krasnojarsk – Abakan – Kysyl – Grenze zur Mongolei. Karatusskoje selbst verfügt über eine Umgehungsstraße am westlichen Ortsrand.